# Antonio Sánchez de Bustamante y Sirvén
Antonio Sánchez de Bustamante y Sirvén (La Habana, 13 de abril de 1865 – 24 de agosto de 1951) fue un abogado, jurista y político cubano.
Promovió la existencia de una normativa común para América sobre el derecho internacional privado. Es por esto que durante el 6° Congreso Panamericano celebrado en Cuba en 1928, específicamente en el documento final, el Tratado de La Habana se adjunta en el anexo Código de Derecho Internacional Privado (también conocido como Código de Bustamante).
Fue nombrado en 1908 miembro de la Corte Permanente de Arbitraje de La Haya y en 1921 fue nombrado juez de la Corte Permanente de Justicia Internacional establecida por la Sociedad de Naciones. Asimismo, fue el primer presidente de la Academia Nacional de Artes y Letras de Cuba.